# Золотухін Валерій Сергійович
Золотухін Валерій Сергійович  (рос. Золотухин Валерий Сергеевич; 21 червня 1941 — 30 березня 2013, Москва, Росія) — радянський актор. Народний артист Росії (1998).

## Життєпис
Народився 21 червня 1941 року у с. Бистрий Істок Алтайського краю. Закінчив Державний інститут театрального мистецтва (1963). З 1964 р. — у театрі на Таганці. Знімався в кіно з 1965 р.
У 2003 році Золотухін став художнім керівником Молодіжного театру Алтаю в Барнаулі. З липня 2011 року — директор і художній керівник Театру на Таганці. З жовтня 2012 року — директор Театру на Таганці.
5 березня 2013 року стало відомо, що актор тяжко хворий і знаходиться в реанімації. Помер 30 березня 2013 року на 71-му році життя.

### Сім'я
- Перша дружина — акторка Ніна Шацька, син Денис (нар. 1969) — священик;
- Друга дружина — Тамара, син Сергій (1979—2007) — барабанщик гурту «Мертві дельфіни», наклав на себе руки у 2007.
- Громадянська дружина — Ірина Ліндт, акторка театру на Таганці, 18 листопада 2004 року народився син Іван.

## Фільмографія
| Рік       |    | Назва                                                | Роль                                                                           |    |
| --------- | -- | ---------------------------------------------------- | ------------------------------------------------------------------------------ | -- |
| 1965      | тф | Пакет                                                | червоноармієць Петька Трофімов                                                 | ру |
| 1967      | ф  | Інтервенція (фільм вийшов на екрани в 1987 році)     | Євген Ксідіас                                                                  | ру |
| 1968      | ф  | Господар тайги                                       | дільничий, старшина Василь Сєрьожкін                                           | ру |
| 1969      | ф  | Квіти запізнілі                                      | Князь Єгорушка Приклонський                                                    | ру |
| 1970      | ф  | Салют, Маріє!                                        | Нестор Махно                                                                   | ру |
| 1970      | ф  | Про друзів-товаришів                                 | Володимир Михайлович Горський, відповідальний секретар МГК РКП(б)              | ру |
| 1971      | ф  | Пропажа свідка                                       | дільничий, лейтенант Василь Сєрьожкін                                          | ру |
| 1971      | ф  | Життя і смерть дворянина Чертопханова                | Яків Турок, мандрівний співак                                                  | ру |
| 1971      | ф  | Біг                                                  | співак                                                                         | ру |
| 1971      | ф  | Бумбараш                                             | Бумбараш                                                                       | ру |
| 1973      | ф  | Береги                                               | Сашко, кіномеханік                                                             | ру |
| 1973      | ф  | Про тих, кого пам'ятаю і люблю                       | Єгор Степанович Васильєв, старший лейтенант, командир батальйона               | ру |
| 1973      | ф  | Кожен день лікара Калинникової                       | Євген Дмитрович Бібіков                                                        | ру |
| 1974      | ф  | Царевич Проша                                        | Лутоня                                                                         | ру |
| 1975      | ф  | Весна двадцять дев'ятого                             | Григорій Гай, директор будівництва тракторного заводу                          | ру |
| 1975      | ф  | На решту життя                                       | дядя Саша, санітар                                                             | ру |
| 1975      | ф  | Єдина                                                | Коля Касаткін                                                                  | ру |
| 1975      | ф  | Військові сорокові                                   | камео                                                                          | ру |
| 1976      | ф  | Розповідь про те, як цар Петро арапа женив           | Філька                                                                         | ру |
| 1977      | ф  | Смішні люди!                                         | перукар Макарушка                                                              | ру |
| 1977      | ф  | Ці неймовірні музиканти, або Нові сновидіння Шурика  | Валерій Золотухін (камео)                                                      | ру |
| 1977      | ф  | Любов Ярова телеспектакль по пьесе К. Тренєва        | Федір Швандя                                                                   | ру |
| 1978      | ф  | Зав'ялівські диваки (новела «Версія»)                | Сашко Журавльов                                                                | ру |
| 1978      | ф  | Попереднє розслідування                              | капітан Василь Сєрьожкін                                                       | ру |
| 1979      | ф  | Маленькі трагедії                                    | Моцарт                                                                         | ру |
| 1979      | ф  | Лють                                                 | Карпенко                                                                       | ру |
| 1980      | ф  | Лінія життя                                          | Орлов                                                                          | ру |
| 1980      | ф  | Таємне голосування                                   | Іван Фомич Лукаш, завідувач пилорамою, син голови колгоспу                     | ру |
| 1980      | ф  | Художник з Шервудського лісу                         | Гілберт                                                                        | ру |
| 1981      | ф  | Наше покликання                                      | Михайло Гаврилович Григор'єв («Міхгав»), вчитель суспільствознавства           | ру |
| 1982      | ф  | Яблуко на долоні                                     | Василь, батько Віри                                                            | ру |
| 1982      | ф  | Чародії                                              | Іван Степанович Ківрін, замдиректора НУІНУ по науці                            | ру |
| 1982      | ф  | Мати Марія                                           | радянський полонений                                                           | ру |
| 1982      | ф  | Острів скарбів                                       | Бен Ганн                                                                       | ру |
| 1982      | ф  | Дитячий світ                                         | Чатиркін, покупець                                                             | ру |
| 1983      | ф  | Серед білого дня…                                    | Костянтин Михайлович Мухін                                                     | ру |
| 1983      | ф  | Демидови                                             | Пантелей                                                                       | ру |
| 1984      | ф  | Мертві душі                                          | поштмайстер Іван Андреєвич і капітан Копєйкін                                  | ру |
| 1984      | ф  | І ось прийшов Бумбо...                               | Костя, колишній студент-медик, прибиральник в цирку                            | ру |
| 1985      | ф  | Людина з акордеоном                                  | Мітя Громцев                                                                   | ру |
| 1985      | ф  | Три відсотки ризику                                  | Інокентій Сигізмундович Капчинський, пілот-випробовувач                        | ру |
| 1986      | ф  | Чичерін                                              | матрос Панкін (прототип - Микола Маркін)                                       | ру |
| 1986      | ф  | Я — вожатий форпосту                                 | Михайло Гаврилович Григор'єв («Міхгав»)                                        | ру |
| 1986      | ф  | Трава зелена                                         | Микола, чоловік Анни, сільський автоконструктор-аматор                         | ру |
| 1987      | ф  | Син                                                  | Матвій Георгиєвич Погорєлов, батько                                            | ру |
| 1987      | ф  | Десять днів, які вразили світ                        |                                                                                | ру |
| 1987      | ф  | Пісня про Великий похід                              | чтець                                                                          | ру |
| 1987      | ф  | Апеляція                                             | Микола Вікторович Рибченко, директор совхозу                                   | ру |
| 1990      | ф  | Захочу — покохаю                                     | Віктор                                                                         | ру |
| 1990      | ф  | Уроки наприкінці весни                               | тюремний банщик                                                                | ру |
| 1991      | ф  | Мавпа, що розмовляє                                  | Іван Іванович Мішуткін, ветеринар                                              | ру |
| 1991      | ф  | Тіні телеспектакль по пьесе М. Є. Салтикова-Щедріна  | князь Тараканов                                                                | ру |
| 1992      | ф  | Як живете, карасі?                                   | професор Дмитро Микитович Тищенко                                              | ру |
| 1992      | ф  | Вальс золотих тельців                                |                                                                                | ру |
| 1993      | ф  | Охламон                                              | підполковник                                                                   | ру |
| 1994      | ф  | Життя і незвичайні пригоди солдата Івана Чонкіна     | парторг колгоспу Кілін                                                         | ру |
| 1997      | ф  | Не валяй дурака…                                     | Иван Таратайкин                                                                | ру |
| 1999      | тф | Борис Годунов                                        | Григорий Отрепьев                                                              | ру |
| 2002      | тф | Театральный роман                                    | Ксаверий Борисович Ильчин, режиссёр учебной сцены (прообраз — Борис Вершилов)  | ру |
| 2003      | с  | Участок                                              | Семён Миронович, старик по прозвищу «Хали-Гали»                                | ру |
| 2003      | с  | Спас под берёзами                                    | Толян Жмухин                                                                   | ру |
| 2004      | ф  | Ночной дозор                                         | отец Кости, вампир, работающий мясником                                        | ру |
| 2004      | ф  | Легенда о Кащее                                      | Велес                                                                          | ру |
| 2004      | с  | Звездочёт                                            | актёр (камео)                                                                  | ру |
| 2005      | с  | Брежнев                                              | Игорь, егерь в Завидово                                                        | ру |
| 2005      | с  | Мастер и Маргарита                                   | Никанор Иванович Босой, председатель жилтоварищества                           | ру |
| 2005      | с  | Адъютанты любви                                      | А. В. Суворов                                                                  | ру |
| 2005      | с  | Талисман любви                                       | Илларион Дронов                                                                | ру |
| 2005      | с  | Счастье ты моё                                       | Климушкин                                                                      | ру |
| 2005      | с  | Сыщики районного масштаба                            |                                                                                | ру |
| 2005      | с  | Не родись красивой                                   | таксист                                                                        | ру |
| 2005      | ф  | Дневной дозор                                        | Валерий Сергеевич, вампир, отец Кости                                          | ру |
| 2005      | ф  | Птицы небесные                                       | Феликс                                                                         | ру |
| 2005      | ф  | Рождественские истории                               |                                                                                | ру |
| 2005      | ф  | Ночной Базар                                         |                                                                                | ру |
| 2005      | с  | Убойная сила 6 (серия «Мыс доброй Надежды»)          | Юрий Данилов                                                                   | ру |
| 2006      | с  | Студенты International                               | Лукин                                                                          | ру |
| 2007      | ф  | Софи (новелла «Рождественская девочка»)              | Михаил Михайлович, редактор газеты                                             | ру |
| 2007      | ф  | 1612                                                 | столпник                                                                       | ру |
| 2007      | с  | Смерть шпионам!                                      | Полозов Константин Макарович (Макарыч)                                         | ру |
| 2007      | с  | Миллионер поневоле                                   | Григорий Курёхин                                                               | ру |
| 2007      | с  | Завещание Ленина                                     | Пантюхов, доктор-зек                                                           | ру |
| 2007      | с  | На пути к сердцу                                     | эпизод (нет в титрах)                                                          | ру |
| 2007      | с  | Полонез Кречинского                                  | Иван Сидоров                                                                   | ру |
| 2008      | ф  | Парадокс                                             | завхоз                                                                         | ру |
| 2009      | ф  | Приказано уничтожить! Операция: «Китайская шкатулка» | Адольф Гітлер                                                                  | ру |
| 2009      | ф  | Чёрная Молния                                        | Павел Владимирович Перепёлкин, изобретатель, учёный, создатель «Чёрной Молнии» | ру |
| 2009      | ф  | Дом для двоих                                        | Пётр Васильевич                                                                | ру |
| 2009      | с  | При загадочных обстоятельствах                       | подполковник Иван Борисович Старый, начальник уголовного розыска               | ру |
| 2009      | с  | Доки                                                 | Павло Іванович Грозний, вчитель словесності                                    | ру |
| 2010—2013 | с  | Єфросинья                                            | дід Прохор Гнатович                                                            | ру |
| 2010      | ф  | Іванов                                               | Іван Сидоров, «юродивий»                                                       | ру |
| 2010      | ф  | Стомлені Сонцем 2: Передстояння                      | Пєндюрін, капітан баржі «Червоного хреста»                                     | ру |
| 2010      | ф  | Снайпер                                              | батько Буховцева                                                               | ру |
| 2010      | ф  | Ярослав. Тисяча років тому                           | Чурила                                                                         | ру |
| 2011      | ф  | П'ять наречених                                      | Рудий дід                                                                      | ру |
| 2011      | ф  | Наркомівський обоз                                   | текст від автора                                                               | ру |
| 2011      | с  | Лють (фильм «Сопроводитель»)                         | отець Андрій / Андрій Євгенович                                                | ру |
| 2012      | ф  | Бригада: Спадкоємець                                 | Швед, голова бандитского угруповання                                           | ру |
| 2013      | с  | Краплений                                            | Гаврилич                                                                       | ру |
| 2013      | ф  | В Росії йде сніг                                     | Тимофєєв                                                                       | ру |
| 2013      | с  | Повороти долі                                        | Іван Петрович, батько Євгенії                                                  | ру |
| 2014      | ф  | Вій                                                  | Явтух                                                                          | ру |